# Jana Sillmann
Jana Sillmann (* 2. Januar 1978 in Bad Salzungen) ist eine deutsche Geoökologin und Klimatologin. Sie bekleidet die Professur für Klimastatistik und Klimaextreme an der Universität Hamburg.

## Leben
Sillmann schloss im Jahr 2003 an der Technischen Universität Bergakademie Freiberg ein Masterstudium der Geoökologie ab. Sie promovierte 2009 an der Universität Hamburg und dem Max-Planck-Institut für Meteorologie. Schon in ihrer Doktorarbeit befasste sich Sillmann mit Klimaextremen. Sie wirkte mehrere Jahre in Kanada, danach lange in Norwegen. Sie kehrte schließlich als Professorin nach Hamburg zurück.

## Wirken
Sillmanns Arbeit lässt sich an der Schnittstelle von Natur- und Gesellschaftswissenschaften verorten. Sie arbeitete an verschiedenen Faktoren, die Veränderungen von Klimaextremen vorantreiben, wie Klimavariabilität und anthropogene Aktivitäten (z. B. Treibhausgase und Luftverschmutzung) sowie der Bewertung von Klimamodellsimulationen. In ihrer jüngsten Forschung nutzt sie interdisziplinäre Ansätze zur besseren Integration von Natur- und Gesellschaftswissenschaften. Ein besonderer Schwerpunkt ihrer Arbeit ist die Verbindung von physikalischen und statistischen Aspekten von Klimaextremen mit sozioökonomischen Auswirkungen und Fragen der Risikobewertung und Entscheidungsfindung.
Sillmann macht auf die Folgen der globalen Erwärmung aufmerksam. Sie sagte einmal: „Wir haben schon mindestens ein Grad Temperaturerhöhung im Vergleich zur vorindustriellen Zeit und damit auch 7 Prozent mehr Extremniederschlag. Weil die Atmosphäre wärmer ist, kann sie einfach mehr Wasser halten, und das kommt dann bei so einem Sturm runter.“
Sie ist im Kapitel über die regionalen Folgen des Klimawandels und Informationen für die Risikoabschätzung eine der Leitautorinnen des Sechsten Sachstandsberichtes des Weltklimarates IPCC.

## Veröffentlichungen (Auswahl)
- Sillmann, J., Kharin, V. V., Zhang, X., Zwiers, F. W., & Bronaugh, D. (2013). Climate extremes indices in the CMIP5 multimodel ensemble: Part 1. Model evaluation in the present climate. Journal of Geophysical Research: Atmospheres, 118(4), 1716–1733.
- Sillmann, J., Kharin, V. V., Zwiers, F. W., Zhang, X., & Bronaugh, D. (2013). Climate extremes indices in the CMIP5 multimodel ensemble: Part 2. Future climate projections. Journal of Geophysical Research: Atmospheres, 118(6), 2473–2493.
- Sillmann, J., Thorarinsdottir, T., Keenlyside, N., Schaller, N., Alexander, L. V., Hegerl, G., ... & Zwiers, F. W. (2017). Understanding, modeling and predicting weather and climate extremes: Challenges and opportunities. Weather and Climate Extremes, 18, 65–74.